# Pains et compotier aux fruits sur une table
Pains et compotier aux fruits sur une table est un tableau réalisé par Pablo Picasso en 1908-1909. Cette huile sur toile est une nature morte cubiste représentant une table sur laquelle est posé un compotier et du pain. Elle est conservée au Kunstmuseum, à Bâle, en Suisse.

## Expositions
- Le Cubisme, Centre national d'art et de culture Georges-Pompidou, Paris, 2018-2019.